# 仙台スタジアム
仙台スタジアム（せんだいスタジアム）は、宮城県仙台市泉区のやまいちサステナパーク七北田公園内に所在するサッカー、ラグビー、アメリカンフットボールの専用球技場。仙台市が所有し、株式会社ベガルタ仙台を代表者とする仙台泉 SPORTS PARK CONSORTIUMが指定管理者として運営管理を行っている。
日本プロサッカーリーグ（Jリーグ）に所属するベガルタ仙台、日本女子プロサッカーリーグ（WEリーグ）に所属するマイナビ仙台レディースがホームスタジアムとして使用している。
仙台市に本社を置く総合設備会社のユアテックが命名権を取得しており、2006年より「ユアテックスタジアム仙台」（ユアテックスタジアムせんだい、英: Yurtec Stadium SENDAI、略称「ユアスタ」）の呼称を用いている（後述）。

## 施設概要
- 46,361m2の敷地面積のうち、16,907m2を建築面積として、延床面積28,193m2のピッチとそれを取り囲む観戦施設（地上4階建て、最高高さ：27.5m、スタンド面積：14,3012）が設置されている[2][3][5][6]。
- 収容人員は19,694人。全席が個席で、J1リーグの開催基準を満たしている。予算が付けば増席出来るよう、市が設計図を完成済みであることが、サポーター集会において判明している。なお、メインスタンド3階中央の貴賓室の窓は防弾ガラスとなっている[3]。
- 観客席は全周が屋根で覆われており、前方の席でなければ雨に濡れずに観戦が可能である。1993年開場の茨城県立カシマサッカースタジアムを模して建設された。また、2005年会場の千葉市蘇我球技場（現: フクダ電子アリーナ）は仙台スタジアムを模して建設された。
- 陸上トラックのない球技専用スタジアムである。ラグビーやアメリカンフットボールにも対応しているため、サイドスタンド（ゴール裏）～フィールド間の距離がサッカー専用スタジアムに比べ遠い。
- 照明は屋根と一体化して設けられている。2024年にLED照明が導入され、ナイターゲーム時の照明演出が可能となった[7]。
- 北側ゴール裏にはLED電光掲示板が、南側ゴール裏には大型映像装置が設置されている。
- 駐車場は普通車113台、障害者用4台、緊急車両用2台。
- スタジアム北エントランスの「アズーリ広場」には、2002 FIFAワールドカップで仙台をキャンプ地としたイタリア代表選手の足型が展示されている。また、スタジアム内のコンコースの「アズーリメモリアル展示コーナー」がには、イタリア代表のユニフォームや仙台キャンプの写真が展示されている[8]。
- スタジアム北エントランスには、ベガルタ仙台のマスコットキャラクター「ベガッ太」の石像も設置されている[8]。
- 令和5年度の利用者数は観客286,659人、見学1,022人[9]。

## 沿革

### 前史

#### 1989年
| 席種             | 席数      |
| ---------------- | --------- |
| メインスタンド   | 3,934 人  |
| バックスタンド   | 5,448 人  |
| サイドスタンド   | 5,158 人  |
| コーナースタンド | 4,706 人  |
| 車椅子席         | 96 席     |
| 特別席           | 188 席    |
| ロイヤルシート   | 36 席     |
| 記者席           | 128 席    |
| 合計             | 19,694 人 |

- 4月1日、仙台市市制施行100周年。政令指定都市に移行。
- 7月29日 - 10月16日、造成中の泉中央で全国都市緑化フェア「'89グリーンフェアせんだい」が開催。

#### 1990年
- '89グリーンフェアせんだいの跡地を再整備し、七北田公園が開園。

#### 1991年
- サッカーJSL1部の東日本JR古河サッカークラブ（後のジェフユナイテッド千葉）が、15,000人収容のスタジアムの建設を仙台市に打診した。同クラブはJリーグ開幕を見据えて仙台市への移転を検討していたが、市はラグビーの利用を中心とした5,000人規模のスタジアム建設案を検討しており、同クラブの提案を拒否した[10]。

#### 1992年
- 7月、石井亨仙台市長に15,000人規模のスタジアムの建設が陳情された[10]。
- 7月15日、のちに当スタジアムの最寄り駅となる仙台市地下鉄南北線泉中央駅が開業。

#### 1993年
- 5月15日、Jリーグ開幕。
- 6月22日、15,000人収容の屋根付きスタジアム（仮称：七北田公園球技場）の建設が仙台市議会で承認。
- 11月13日、宮城県陸上競技場（現：弘進ゴム アスリートパーク仙台）でJリーグ公式戦「ジェフユナイテッド市原vs.ヴェルディ川崎」が開催。試合中、新スタジアムを20,000人収容とする案が藤井黎仙台市長に打診された。その後の記者会見で藤井市長が新スタジアムの規模を「20,000人以上」と公言してしまったため、仙台市財政課が25,000人収容のスタジアムを建設できる予算を編成し、設計図も作成した。しかしながら、近隣の民家の日照権問題から2万人収容に縮小。バリアフリー設計としたことで、最終的には19,694人収容で建設されることとなった[10]。また、同試合を機に、仙台・東北にJリーグクラブを設立する機運が高まった[11][12]。

#### 1994年
- 10月7日、クラブ運営法人である株式会社東北ハンドレッド（現：株式会社ベガルタ仙台）が設立[12]。
- 11月、東北電力サッカー部を承継したプロサッカーチーム「ブランメル仙台（現：ベガルタ仙台）」が発足[12]。

### 仙台スタジアム

#### 1997年
- 6月1日、仙台スタジアム（以下「仙スタ」）が開場。JFL第8節「ブランメル仙台vs.本田技研（現：Honda FC）」が開催。以降、ブランメルのホームスタジアムとして使用された。
- 6月12日、こけら落としとしてキリンカップサッカー「トルコvs.クロアチア」が開催。仙台市で開催された初の国際Aマッチである。

#### 1998年
- ソニー仙台FCがJFLに昇格。ブランメルと同じく仙スタをホームスタジアムとした。
- 仙台スタジアムでブランメル仙台との「仙台ダービー」が開催。2戦ともブランメルが勝利。

- コンサドーレ札幌がホームゲーム2試合を仙スタで開催。ホームの札幌厚別公園競技場が積雪期に使用できないため、仙台での代替開催となった。なお、これが仙スタで行われた初のJリーグ公式戦である。

#### 1999年
- ブランメル仙台がベガルタ仙台に改称し、Jリーグに加盟。この年に創設されたJリーグ ディビジョン2（J2）に参入し、仙スタをホームスタジアムとした。
- 3月14日、ベガルタのJリーグ初戦、J2第1節モンテディオ山形戦（みちのくダービー）が開催。ベガルタが2-3で敗戦。

#### 2001年
- 新世紀・みやぎ国体において、成年男子のサッカー会場となった。
- ベガルタがJ2準優勝。翌2002年のJ1昇格が決定。

#### 2002年
- 2002 FIFAワールドカップで、仙台市をキャンプ地としたイタリア代表（アズーリ）が練習場として使用。

#### 2003年
- 3月23日、ベガルタのJ1初戦、第1節大分トリニータ戦が開催。ベガルタが1-0で勝利。

- 6月、前年のイタリア代表キャンプ記念事業として、イタリア・セリエAのACキエーヴォ・ヴェローナが来日し、ベガルタと親善試合を行った。この試合を最後にドイツ代表FWビアホフが現役を引退。
- 9月、仙台カップ国際ユースサッカー大会が開催。
- ベガルタがJ1で15位（全16クラブ）となり、翌2004年からJ2降格。

### ユアテックスタジアム仙台

#### 2006年
- 3月1日、命名権による呼称「ユアテックスタジアム仙台」（以下「ユアスタ」）が使用開始[4]。

#### 2007年
- 6月16日、IRBパシフィック・ネイションズカップ「日本vs.サモア」を開催。当スタジアム初のラグビー日本代表の公式戦であった。

#### 2009年
- 1月から6月まで、総工費1億9,400万円をかけ改修工事を実施。グラウンドに散水機を60基、芝養生用のアンダーヒーティング（地下温水循環装置）を一部設置し、透水性向上のため砂利を入れ替えた上で芝の全面張り替えを行った。工事期間中、ベガルタは宮城スタジアムで11試合、福島県営あづま陸上競技場で1試合ホームゲームを開催した。
- 2月、ユアテックとの命名権契約を3年間更新。
- 7月5日、改修後のこけら落としとして仙台市民ラグビー選手権大会を開催。
- 7月8日、J2第26節「ベガルタ仙台vs.ザスパ草津」を開催。改修後初のベガルタのホームゲームとなった。
- ベガルタがJ2優勝。翌2010年のJ1昇格を決めた。

#### 2011年
- 3月7日、更新工事を実施していた大型映像装置が完成[13]。
- 3月11日、東北地方太平洋沖地震（東日本大震災）が発生。翌日に名古屋グランパスとのホーム開幕戦を控えていたが、Jリーグの全クラブの試合が当面開催中止となった。
- 3月22日 - 23日、被害状況の点検作業を実施。屋根先端の照明や北エントランス付近に損傷が見受けられたが、補修により試合開催が可能と判断された[14][15]。
- 3月26日 - 27日、全国から日本サッカーミュージアムに集められた支援物資が、大宮アルディージャのスタッフ・サポーターによりトラックでユアスタに搬入された。その後、ベガルタサポーターが集めた支援物資、名古屋サポーター1,470人から送られたペットボトル飲料約47,000本と合わせて仕分けされ、石巻市・女川町・東松島市など宮城県内の複数の避難所に届けられた[16][17][18][19][20][21]。なお、大宮の鈴木淳監督（当時）は宮城県亘理町出身である。
- 4月1日、宮城スタジアムを含む宮城県総合運動公園（グランディ・21）の各施設が救援活動に使用されているため、浦和レッズ戦を当初予定の宮スタからユアスタに会場変更の上、4月29日に開催すると発表された[15][22]。
- 4月3日、大宮のスタッフ・サポーターがチームバスとトラックに満載した支援物資をユアスタに搬入した。山形・浦和・横浜F・マリノスなどのJ1・J2サポーターが直接持参するなどした支援物資と合わせて仕分けされ、石巻市や南三陸町の被災者に届けられた[17][18][23]。
- 4月6日、仙台市地下鉄南北線が4月29日の始発から全線で運行再開すると発表され、これにより浦和戦のアクセス問題が解決される見通しとなった[24]。
- 4月7日、補修工事開始[25]。東北地方太平洋沖地震の余震が発生し、スタジアムの損傷が拡大した[26]。
- 4月29日、J1第8節浦和戦で使用再開。1-0でベガルタが勝利。

#### 2012年
- 2月1日、福島第一原子力発電所事故の影響で休部した日本女子サッカーリーグ（なでしこリーグ）東京電力女子サッカー部マリーゼの受け皿として、ベガルタの女子チーム「ベガルタ仙台レディース」が発足。トップチームと同じくユアスタを本拠地とし、2部チャレンジリーグに参入した。

- 4月1日、サッカー女子の国際親善試合「日本（なでしこジャパン）vs.アメリカ」を開催。ユアスタでは男女を通じて初のサッカー日本代表の国際試合となった。
- ベガルタがJ1準優勝。翌2013年のAFCチャンピオンズリーグ出場権を獲得。
- ベガルタ仙台レディースがチャレンジリーグ優勝。翌2013年の1部なでしこリーグ昇格が決定。

#### 2013年
- 2月26日、AFCチャンピオンズリーグ2013グループE第1節「ベガルタ仙台vs.ブリーラム・ユナイテッド」を開催。仙スタでのACL初開催となった。FIFAのクリーンスタジアム規定により、正式名称の「仙台スタジアム」が使用された。
- 5月まで仙スタでACLグループステージの3試合が開催。仙スタにおけるベガルタの成績は1勝1分1敗、3得点3失点。

#### 2015年
- 12月5日、JFLチャンピオンシップ第2戦「ソニー仙台FCvs.ヴァンラーレ八戸」を開催。延長戦・PK戦の末、ソニー仙台が初のJFL優勝を果たした。

#### 2016年
- 12月7日、Jリーグベストピッチ賞にユアスタが初選出[27][28][29]。

#### 2017年
- ベガルタ仙台レディースがマイナビとタイトルパートナー協定を締結。この年から「マイナビベガルタ仙台レディース」としてなでしこリーグ1部に参加。

#### 2020年
- COVID-19の感染拡大に伴い、Jリーグ・JFL・なでしこリーグでリモートマッチ（無観客試合）を開催。その後も入場者数が制限されたほか、声出しや旗の禁止など異なる観戦様式が求められた。

- 9月1日、株式会社ベガルタ仙台と株式会社マイナビとの間で、マイナビベガルタの経営権譲渡に関する基本合意書を締結。

#### 2021年
- 2月1日、運営会社の買収・商号変更に伴い、マイナビベガルタ仙台レディースが「マイナビ仙台レディース」に改称。新設された「WEリーグ」に参入。
- ベガルタがJ1 19位（全20位）となり、翌2022年のJ2降格が決まった。

#### 2023年
- 泉中央駅の副駅名が「ベガルタ仙台・ユアスタ前」に決定[30]。

#### 2024年
- LED照明を導入[31]。ナイターゲームでの多彩な照明演出を実施できるようになった。
- 2024年をもってソニー仙台FCが活動を終了し、JFLを退会。

#### 2025年
- 2024年12月から2025年6月にかけて、16年ぶりに芝生の全面張替え工事を実施。工事期間中、ベガルタはキューアンドエースタジアムみやぎで[32]、マイナビはセイホクパーク石巻 石巻フットボール場でホームゲームを開催した[33]。

## 施設命名権
| 契約期間                     | 契約料支払側  | 契約料支払側 | 契約料受取側                | 契約料受取側    |
| 契約期間                     | 命名権 取得者 | 支払額       | 収入者                      | 収入額          |
| ---------------------------- | ------------- | ------------ | --------------------------- | --------------- |
| 2006年3月1日 - 2009年2月末日 | ユアテック    | 7000万円/年  | 仙台市                      | 7000万円/年     |
| 2009年3月1日 - 2012年2月末日 | ユアテック    | 7000万円/年  | 仙台市 株式会社ベガルタ仙台 | 3500万円/年ずつ |
| 2012年3月1日 -               | ユアテック    | 5000万円/年  | 仙台市 株式会社ベガルタ仙台 | 2500万円/年ずつ |

2005年12月、仙台市が所有する仙台スタジアムの施設命名権の売却において、仙台市内に本社を置く企業に限定し、スタジアム名に「仙台」または「杜の都」を入れるという条件で募集したところ、宮城野区に本社を置く総合設備会社「ユアテック」1社が応募した。なお、ユアテックはベガルタ仙台の前身となった東北電力の連結子会社である。
2006年1月31日、年間7,000万円、3年契約（2006年3月 - 2009年2月）でユアテックが命名権を取得したと発表した。和文表記を「ユアテックスタジアム仙台」、ラテン文字表記を「Yurtec STADIUM SENDAI」、略称を「ユアスタ仙台」とし、同年3月1日より使用開始となった。
2009年2月3日、ユアテックが命名権契約を更新した。ユアテック側の契約内容は前回同様 だが、今回の契約から命名権料は仙台市と株式会社ベガルタ仙台が折半して受け取ることになった。
2012年2月末、ユアテックが契約を再更新した。命名権料は年間5,000万円に変更され、仙台市と株式会社ベガルタ仙台が年間2,500万円ずつ受け取ることになった。以降、2015年・2018年・2021年・2024年に同様の契約内容で更新が行われた。2024年現在の契約期間は、2024年3月1日から2027年2月28日までの3年間である。
なお、契約期間内は原則上記の名称を使用するが、クリーンスタジアム規定が適用される国際サッカー連盟、アジアサッカー連盟、ワールドラグビー主催の国際試合・大会（AFCチャンピオンズリーグなど）では、仙台市都市公園条例上の名称である「仙台スタジアム」を使用する。

## 開催された主なイベント・大会

### サッカー

#### 国内試合
- ベガルタ仙台（1997年 - 現在）
  - Jリーグ
  - Jリーグカップ
  - 日本フットボールリーグ（JFL）（1997年 - 1998年）
  - J1昇格記念 ベガルタ仙台ドリームマッチ2010（2010年）
  - 梁勇基引退試合 presented by SGC（2024年）
- ソニー仙台FC（1998年 - 2024年）
  - ジャパンフットボールリーグ（旧JFL）
  - 日本フットボールリーグ（JFL）
- マイナビ仙台レディース（2012年 - 現在）
  - WEリーグ
  - WEリーグカップ
- 天皇杯 JFA 全日本サッカー選手権大会
- 皇后杯 JFA 全日本女子サッカー選手権大会
- 全国高等学校サッカー選手権大会宮城県大会 決勝・準決勝
- 高円宮杯 JFA U-18サッカープリンスリーグ東北
- 第56回国民体育大会 サッカー競技（成年男子）（2002年）
- JPFAクリスマスチャリティサッカー チャリティーマッチ（2011年 - 2014年）

#### 国際試合など
- ベガルタ仙台
  - AFCチャンピオンズリーグ2013（2013年）
  - ベガルタ仙台20周年記念試合「ベガルタ仙台OB vs.ユヴェントスレジェンズ」（2014年）
  - クラブ設立30周年事業インターナショナルマッチ「vs.バンコクFC」（2024年）
- イタリア代表
  - 2002 FIFAワールドカップ 仙台キャンプ（2002年）
- 日本女子代表
  - 日・韓・豪３ヶ国対抗国際女子サッカー大会2003 in 仙台（2003年）
  - キリンチャレンジカップ2012「vs.アメリカ女子代表」（2012年）
  - 国際親善試合「vs.パラグアイ女子代表」（2021年）
  - MS＆ADカップ2023「vs.パナマ女子代表」（2023年）
- U-22日本代表
  - 国際親善試合「vs.U-22コスタリカ代表」（2015年）
- U-19日本代表
  - AFCユース選手権2004予選（2003年）
- 仙台カップ国際ユースサッカー大会（2003年 - 2010年）
- U-16インターナショナルドリームカップ（2017年 - 2019年、2022年）
- 震災復興支援・日伊レジェンドマッチ（2011年）

### ラグビー

#### 国内試合
- 全国高等学校ラグビーフットボール大会宮城県大会 決勝戦
- 全国大学ラグビーフットボール選手権大会
- NTTジャパンラグビー リーグワン
- トップリーグ オールスター FOR ALLチャリティーマッチ in 仙台（2012年）

#### 国際試合
- 日本代表
  - IRBパシフィック・ネイションズカップ「vs.サモア代表」（2007年）
  - IRBパシフィック・ネイションズカップ「vs.トンガ代表」（2008年）
  - リポビタンDチャレンジカップ2024「vs.ジョージア代表」（2024年）
  - パシフィックネーションズカップ2025「vs.カナダ代表」（2025年）

ラグビーワールドカップ2019の招致活動の段階では当スタジアム及び仙台市も開催候補地に含まれていた。日本開催決定後にも仙台市は開催都市として立候補したが、奥山恵美子市長（当時）は開催の条件として「財政負担の軽減」「主要試合の仙台開催」などを挙げ、受け入れられない場合は立候補の申請を取り下げるとした。最終的には落選し、大会組織委員長の森喜朗からは「手を挙げただけで、意欲のない所があった」と暗に消極姿勢を批判された。

### アメリカンフットボール
- パインボウル（1998年 - 現在、偶数年）
- AOBAボウル

- シトロンボウル（1997年 - 2001年、2003年、2005年、2007年）
- 仙台グリーンボウル

## 指定管理者
七北田公園の一部（仙台スタジアム、七北田公園体育館）の指定管理者は以下の通りである。
竣工から長年に亘り、仙台市公園緑地協会・日本体育施設グループが指定管理者に選定されていた。
2024年12月、公共施設の着実な維持管理・運営体制、各構成法人が持つ高い専門性と実績・ノウハウを活用した施設の魅力向上や利用促進、自主事業等における提案が評価され、ベガルタ仙台を代表者とする共同事業体「仙台泉 SPORTS PARK CONSORTIUM」が新たな指定管理者に選定された。仙台市公園緑地協会・日本体育施設グループ、マイナビ・ワールド・東洋共同事業体（マイナビフットボールクラブ、ワールドインテック、東洋グリーン）が落選した。期間は2025年4月1日からの3年間。
| 期間                         | 指定管理者                               | 指定管理者                                                               |
| 期間                         | 団体名                                   | 構成法人（太字は代表者）                                                 |
| ---------------------------- | ---------------------------------------- | ------------------------------------------------------------------------ |
| 2010年4月1日 - 2015年3月31日 | 仙台市公園緑地協会・日本体育施設グループ | 仙台市公園緑地協会 日本体育施設                                          |
| 2015年4月1日 - 2020年3月31日 | 仙台市公園緑地協会・日本体育施設グループ | 仙台市公園緑地協会 日本体育施設                                          |
| 2020年4月1日 - 2025年3月31日 | 仙台市公園緑地協会・日本体育施設グループ | 仙台市公園緑地協会 日本体育施設                                          |
| 2025年4月1日 - 2028年3月31日 | 仙台泉 SPORTS PARK CONSORTIUM            | ベガルタ仙台 シンコースポーツ キノシタコミュニティ 前田建設工業 エスコン |

## アクセス

### 仙台市地下鉄南北線
- 仙台駅から泉中央駅まで15分[48]
  - 泉中央駅西1出口から北エントランスまで徒歩4分[48]
  - 八乙女駅北3出口から東エントランスまで徒歩8分

### 自家用車
- 東北自動車道 泉インターチェンジから15分[48]
- JR仙台駅から25分[48]
- 仙台空港から45分[48]

### 駐車場
- 仙台市泉中央駅前駐車場[48][49]
  - 地下階は30分無料、30分ごと100円
  - 地上階は30分ごと100円、24時間まで最大700円
- 仙台市およびベガルタ仙台は、公共交通機関（地下鉄）での来場を呼びかけている[48][50]。

### バイク・自転車
- 駐輪料金は無料。

## その他
- 当スタジアム完成前、ブランメル仙台は宮城県陸上競技場（現：弘進ゴム アスリートパーク仙台）や宮城県サッカー場（現：みやぎ生協めぐみ野フットボール）でホームゲームを開催していたが、いずれもナイター設備がなく、平日でも昼間に試合を行わざるを得なかったため、観客動員面で苦戦を強いられていた。1997年にナイター設備が完備された当スタジアムが完成してからは、泉中央駅から徒歩4分というアクセスの良さも手伝い、観客動員の増加に繋がった（1試合平均観客動員数は4,567人（1996年）、5,948人（1997年）、4,854人（1998年）、7,470人（1999年）、14,685人（2007年））。
- 泉中央駅前のペデストリアンデッキ（泉中央広場）とスタジアム北エントランスを繋ぐ市道泉中央26号線は、泉区まちづくり推進協議会により「ベガルタロード」と命名され[51][52]、同協議会によりベガルタゴールドに近い黄色の花壇で彩られている。また、スタジアム南側の七北田川堤防にも同協議会が花文字の植栽を施している。以上の活動に対し、2009年12月に「ユアテック感動サポート賞」表彰第1号がユアテックから同協議会に贈られた。
- Jリーグスマートスタジアム事業 第1号に選定され、高密度Wi-Fi「VEGALTA FREE Wi-Fi」が設置されたほか、ベガルタ仙台の独自のポータルサイト「VPORT」が立ち上げられた[53]。
- サッカーダイジェスト2018年9月27日号「Jリーグクラブ番付」のスタジアム部門ランキングで2位に輝くなど、サッカー関係者からの評価は高い。臨場感、快適さ、アクセスのどこから見ても素晴らしく、サッカーへの造詣が深い平畠啓史の評は次の通りである。 「地下鉄南北線の終点 · 泉中央駅からわずか4分とアクセスに優れている。大きすぎず小さすぎず、サッカーを楽しむには最適な規模。サポーターの声援がスタンドを覆う屋根に、ほど良く反響するので、目だけでなく耳でも熱気を味わえる。」[54]
- 仙台市が舞台のアニメ「Wake Up, Girls!」新章で、主人公が所属するアイドルグループの全国ツアーの最終公演の会場として当スタジアムが登場した[55]。
- 漫画「呪術廻戦」の死滅回游編で、泉中央および七北田地区を舞台とした戦闘シーンが描かれ、当スタジアムも登場した[56]。

## 施設画像

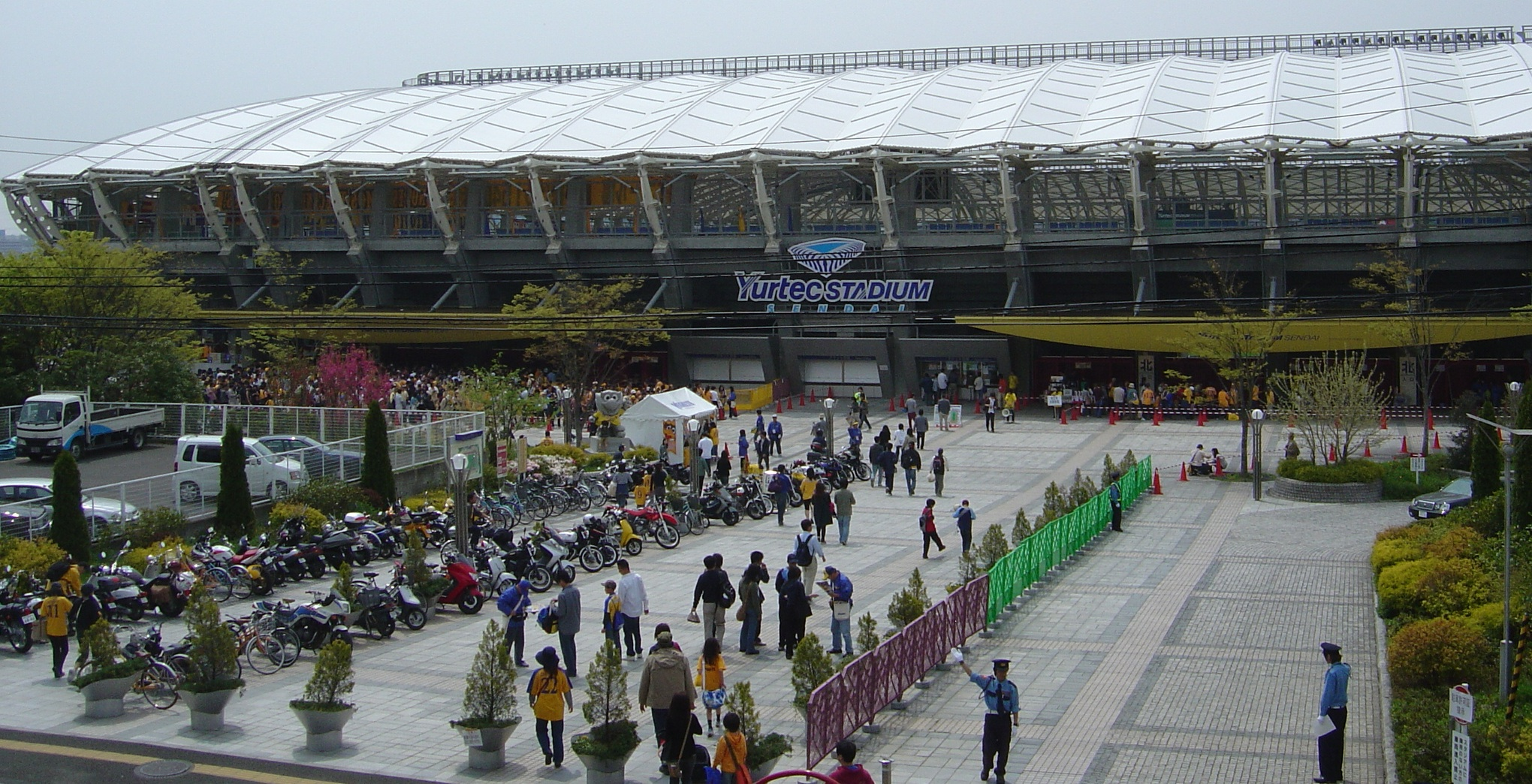
地下鉄南北線・泉中央駅側にある北エントランス周辺の様子（2006年5月）
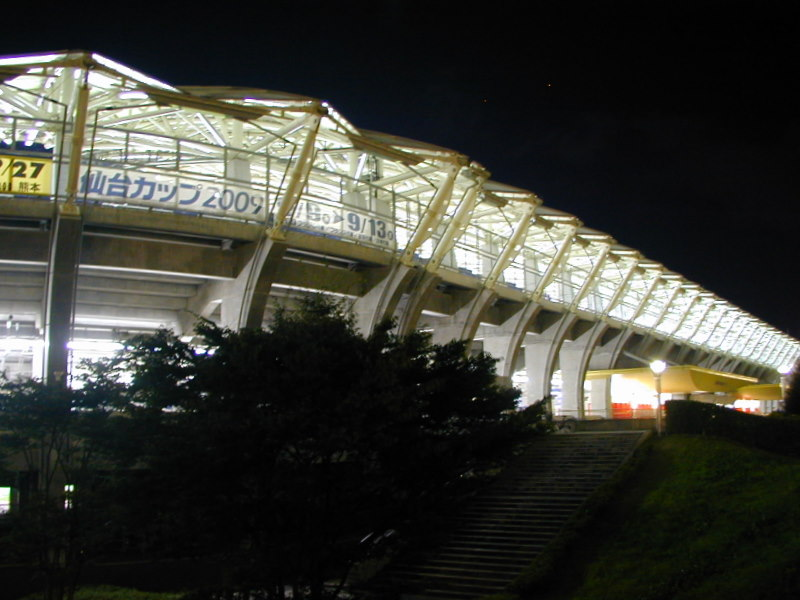
地下鉄南北線・八乙女駅側にある東エントランス周辺の様子（仙台カップ2009開催時）
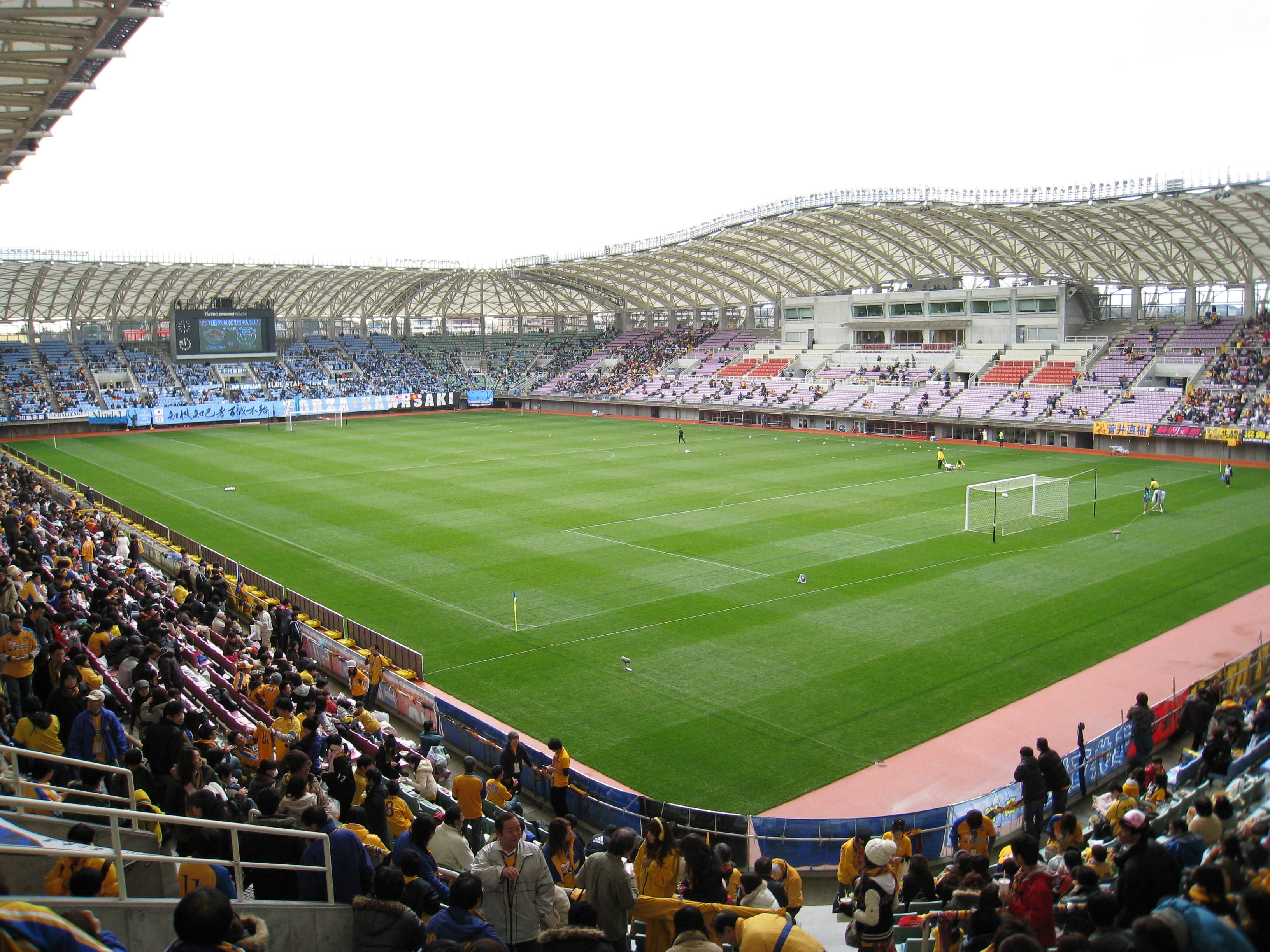
サポーター自由席から見たメインスタンド及びビジター自由席（2009年12月）
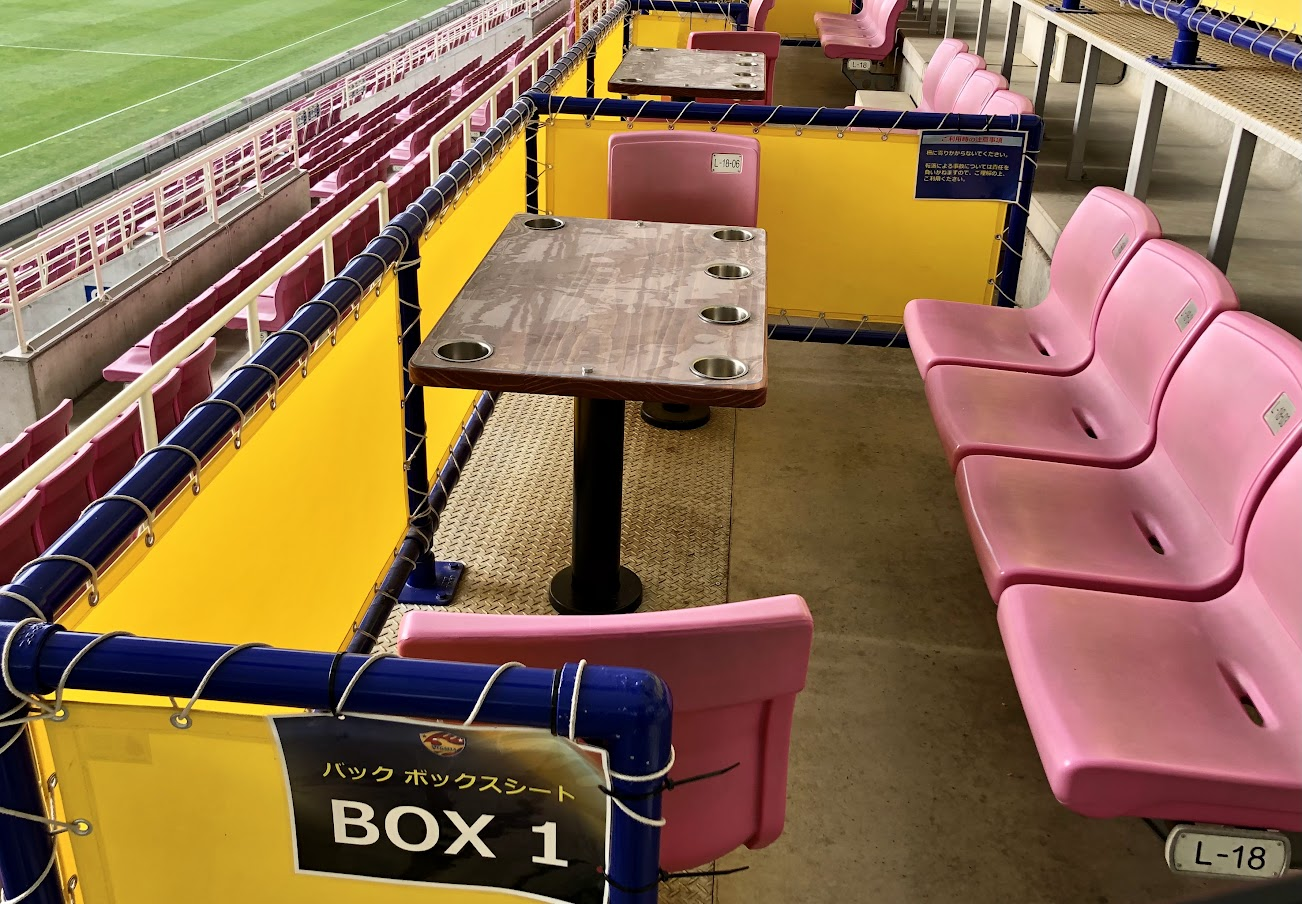
メインとバックスタンドにはボックスシートを完備（2023年5月）
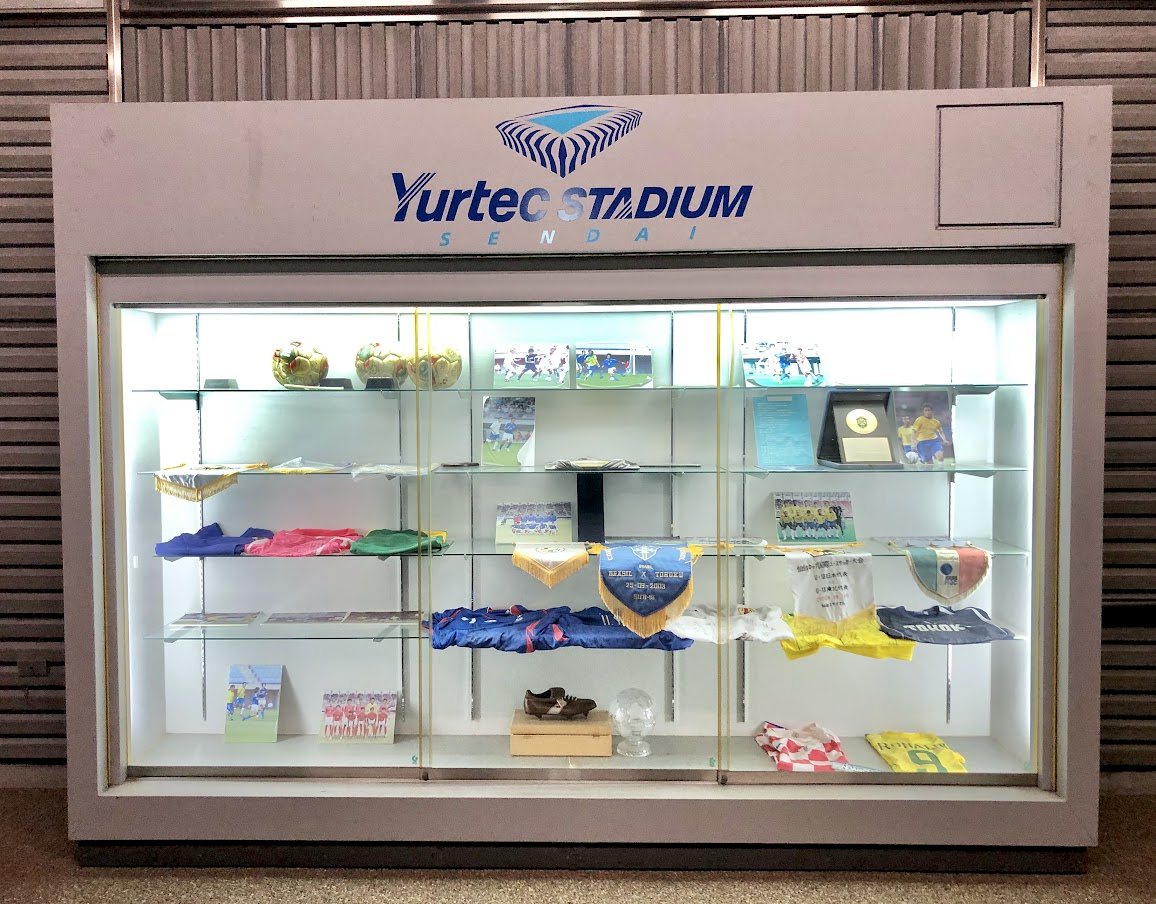
コンコース展示の一部（2023年5月、展示は過去の仙台カップ）
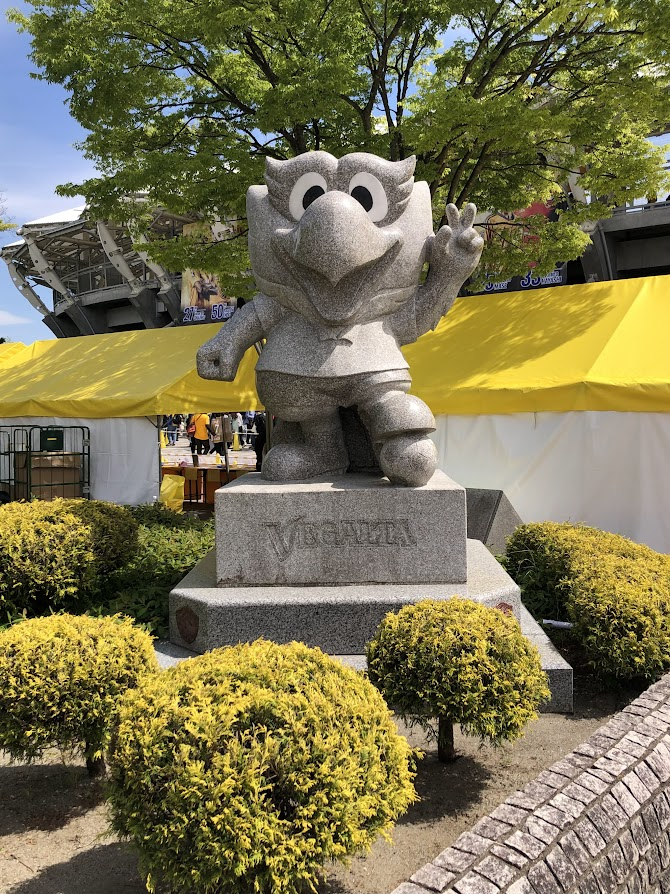
ベガッ太の石像（2023年5月）